# Parc Ahuntsic
Parc Ahuntsic är en park i Kanada.   Den ligger i provinsen Québec, i den sydöstra delen av landet, 160 km öster om huvudstaden Ottawa. Parc Ahuntsic ligger 23 meter över havet.
Terrängen runt Parc Ahuntsic är platt.Runt Parc Ahuntsic är det mycket tätbefolkat, med 5 805 invånare per kvadratkilometer.. Närmaste större samhälle är Montréal, 7,9 km sydost om Parc Ahuntsic. 
Runt Parc Ahuntsic är det i huvudsak tätbebyggt.